# Jonathan Guatibonza
Jonathan Alexander Guatibonza Becerra (Paipa, 1 juni 2004) is een Colombiaans wielrenner.

## Carrière
In januari 2023, als eerstejaars belofte, won Guatibonza een etappe in de Ronde van Táchira. In de straten van La Tendida won hij de massasprint, voor Carlos Torres en Marco Tulio Suesca. Later dat jaar won hij ook een etappe in de Ronde van Colombia. In september en oktober reed hij enkele Italiaanse najaarsklassiekers.
In 2024 maakte Guatibonza de overstap naar de opleidingsploeg van UAE Team Emirates, UAE Team Emirates Gen Z. Zijn debuut voor de hoofdmacht maakte hij in februari in de Ronde van Murcia, waar hij de finish niet haalde. Namens de opleidingsploeg eindigde hij in maart op plek 25 in de Youngster Coast Challenge. In mei werd hij tiende in de wegwedstrijd voor beloften tijdens de Pan-Amerikaanse kampioenschappen.

## Overwinningen
2023
3e etappe Ronde van Táchira
2e etappe Ronde van Colombia
2025
1e etappe Jamaica International Cycling Classisc
Jongerenklassement Jamaica International Cycling Classisc

## Ploegen
- 2023 –  GW Shimano-Sidermec
- 2024 –  UAE Team Emirates Gen Z
- 2025 –  Nu Colombia